# Federa

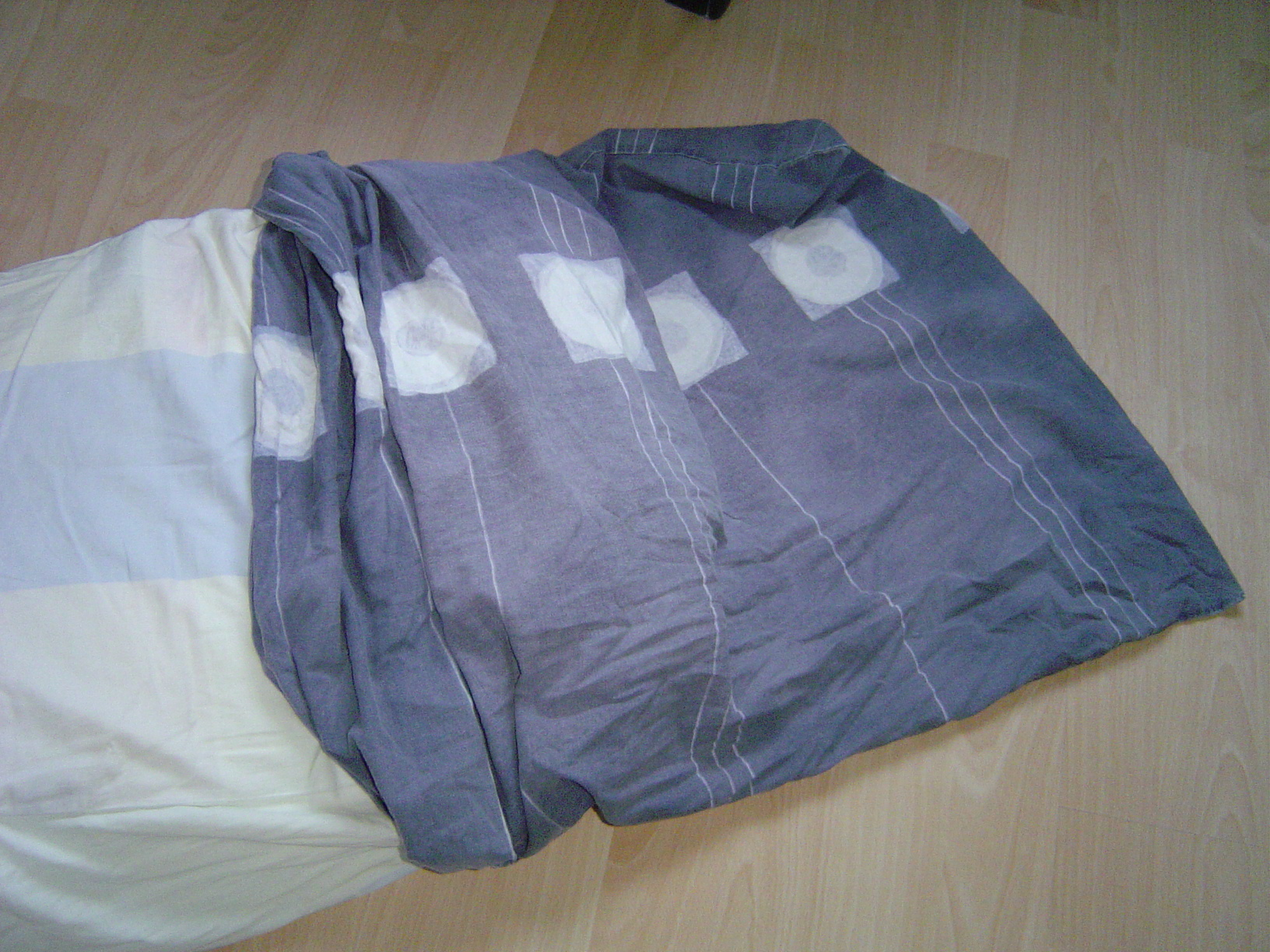
La federa si infila sul cuscino

La federa è un sacco di stoffa, spesso coordinato con le lenzuola, che viene usato a foderare i cuscini del letto.

## Descrizione
Il suo scopo è quello di proteggere il cuscino in esso contenuto e non farlo sporcare con il grasso dei capelli o con il sudore della fronte.
È realizzata in tessuto di cotone, di lino o di seta, lo stesso materiale di cui sono costituite le lenzuola. Un tempo erano tassativamente di colore bianco ma ora possono essere variamente colorate spesso per armonizzare con il colore del copriletto o delle pareti della stanza o ancora con i colori dei tendaggi.
Devono essere lavate spesso, parimenti alle lenzuola, per evitare che vi si annidino gli acari che creerebbero dei problemi ai soggetti allergici.